# Ligny-le-Châtel
Ligny-le-Châtel – miejscowość i gmina we Francji, w regionie Burgundia-Franche-Comté, w departamencie Yonne.
Według danych na rok 1990 gminę zamieszkiwały 1122 osoby, a gęstość zaludnienia wynosiła 41 osób/km² (wśród 2044 gmin Burgundii Ligny-le-Châtel plasuje się na 204. miejscu pod względem liczby ludności, natomiast pod względem powierzchni na miejscu 228.).